# Antdorf
Antdorf település Németországban, azon belül Bajorországban. Lakosainak száma 1379 fő (2023. december 31.). Antdorf Penzberg, Iffeldorf, Habach, Sindelsdorf, Seeshaupt és Obersöchering községekkel határos.

## Lakosság
A település népessége az elmúlt években az alábbi módon változott:
| Lakosok száma | 400  | 782  | 716  | 927  | 1244 | 1264 | 1320 | 1340 | 1339 | 1379 |
|               | 1875 | 1950 | 1975 | 1987 | 2012 | 2014 | 2016 | 2017 | 2021 | 2023 |